# Sprachen Nigerias

Linguistische Karte Nigerias 1979

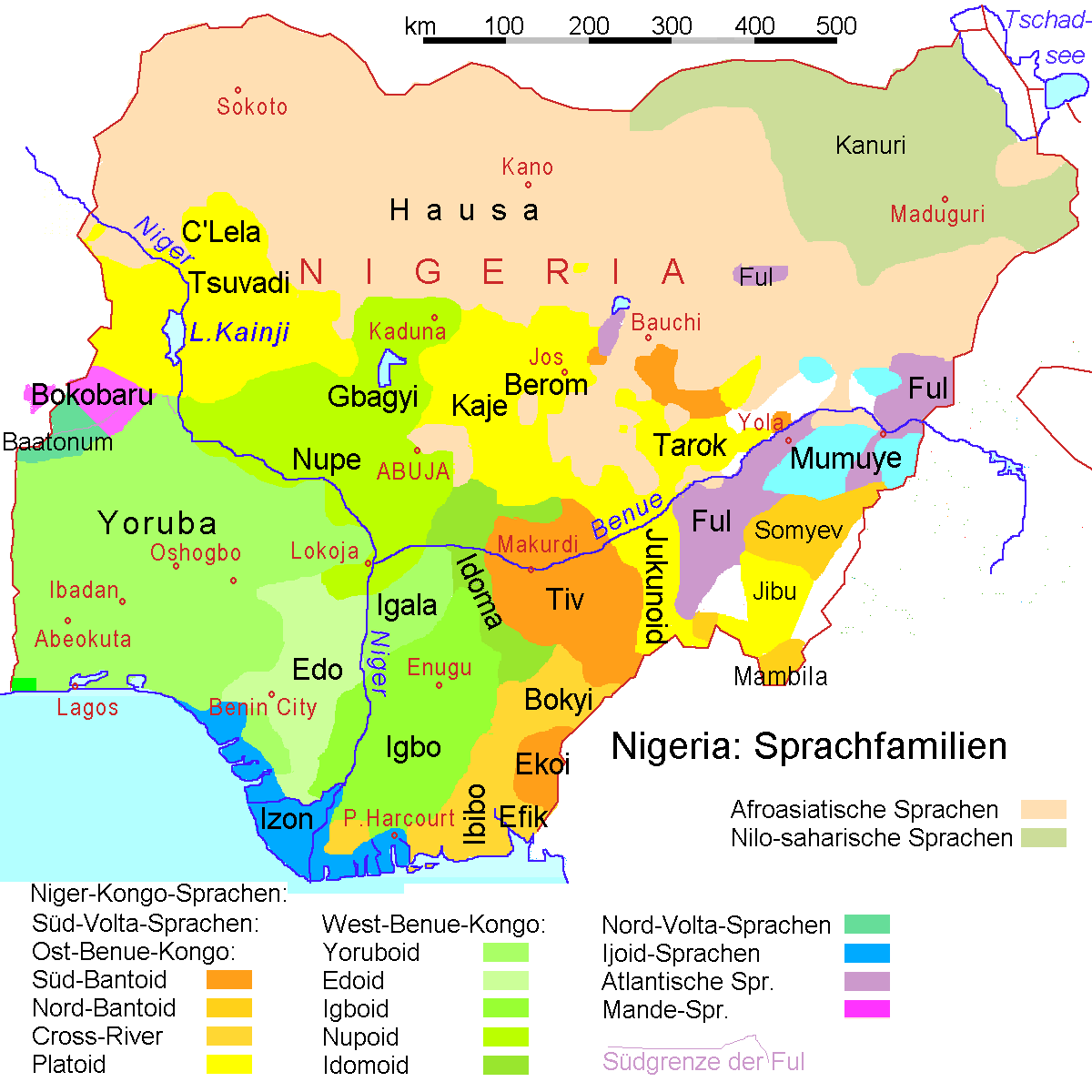
Linguistische Karte Nigerias 2007

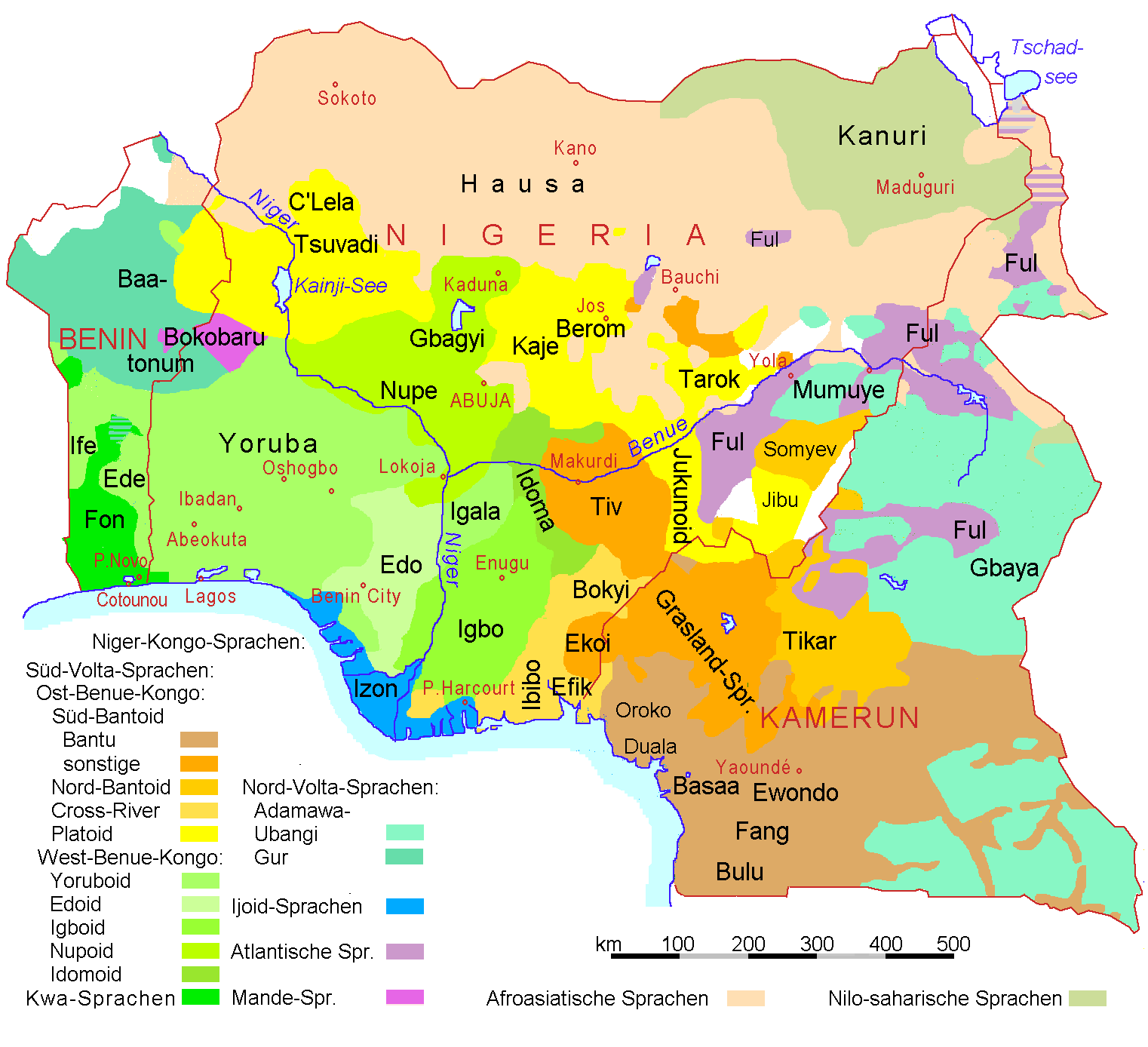
Verteilung der Sprachen in der Region 2007: Die Sprach- und die Landesgrenzen stimmen nicht überein

Zu den Sprachen Nigerias gehören über 500 einheimische Sprachen sowie die Amtssprache Englisch.

## Offizielle Sprachpolitik
Von den etwa 500 einzelnen Sprachen gelten neben der Amtssprache, welche seit der Kolonialzeit Englisch ist, die Sprachen Edo, Efik, Adamaua-Fulfulde, Hausa, Idoma, Igbo, Zentral-Kanuri, Yoruba als Nationale oder Offizielle Sprachen. Französisch wurde 1998 durch die National Language Policy zur Amtssprache erklärt, die praktische Umsetzung dieser Erklärung ist jedoch kaum erfolgt.
Hausa, Igbo und Yoruba werden im ländlichen Nigeria von mehr Menschen verstanden als Englisch. Es ist offizielle Politik, die Bedeutung dieser drei einheimischen Verkehrssprachen zu erhöhen, z. B. durch die Übersetzung der bisher nur auf Englisch vorliegenden Verfassung Nigerias in diese Sprachen.
Die Sprachen mit über 10 Millionen Sprechern (decamillionaire languages) – Hausa, Igbo und Yoruba (oft auch als die drei Hauptsprachen Nigerias bezeichnet) – die im Wesentlichen Multimillionen-Sprecher-Sprachen (multimillion-speaker languages) sind, fungieren als lokale Lingua franca (Verkehrssprachen) sowie als Regional- oder Landessprachen in Gebieten, wo sie als Muttersprache gesprochen werden. Es wird geschätzt, dass über 70 Prozent der Nigerianer diese Sprachen sprechen können.

## Schätzung von Sprecherzahlen
Das Fehlen einer eindeutigen Zahlenangabe für die Sprachen Nigerias ist in erster Linie auf das Fehlen einer allgemein anerkannten Definition von Sprache in Abgrenzung zu Dialekt zurückzuführen, in zweiter Linie auf beständig veränderte linguistische Einordnungen. So sind in der 3. Auflage des Atlas der Nigerianischen Sprachen gegenüber der 1. Auflage 30 Sprachen mehr aufgelistet.
Schätzungen zu Sprecherzahlen in Nigeria werden auch durch das Fehlen zuverlässiger Volkszählungsdaten erschwert. Die in soziolinguistischen Arbeiten genannten Zahlen etwa widersprechen häufig offiziellen Zahlenangaben. Oft beruhen sie auf den Zahlen älterer Volkszählungen, bei denen nach ethnischer Zugehörigkeit gefragt und diese mit Sprecherzahl gleichgesetzt wurde. Allerdings sind gesprochene Sprache und ethnische Gruppe nicht immer identisch. Sprachen haben zudem unterschiedlichen Status, was dazu verleiten kann, sich bei Befragungen als Sprecher einer bestimmten Sprache auszugeben, bzw. sich tatsächlich im Alltag einer Sprache zu bedienen, die nicht die Sprache der eigenen Ethnie ist. Da Verwaltungsgrenzen und damit die Verteilung der staatlichen Mittel häufig von Sprachverteilung abhängig gemacht wurden, sind unrichtige Angaben verführerisch für regionale Verwaltungen. Eine Studie über die nigerianischen Middle Belt Sprachen meldet daher, dass für 27 Sprachen des untersuchten Gebietes es den Autoren unmöglich ist, auch nur Vermutungen über die tatsächliche Sprecherzahl zu äußern – außer dem Hinweis, dass die Sprecherzahlen vermutlich klein sind.

## Landessprachen im Bildungswesen
Während der Kolonialzeit wurde sowohl im Protektorat Nordnigeria als auch im Protektorat Südnigeria der Schwerpunkt auf das Erlernen der Sprachen der Kolonisatoren gelegt. Seit der Unabhängigkeit des Landes wird dagegen über eine Stärkung regionaler, einheimischer Sprachen diskutiert. Seit einigen Jahren gibt es eine tatsächliche Änderung der nationalen Bildungspolitik in Bezug auf Sprachen in der Lehrplanentwicklung und -umsetzung.
Der Sprachlehrplan, der derzeit verwendet wird, berücksichtigt vier Gruppen von Sprachen: Die Amtssprache Englisch, weitere Fremdsprachen und nigerianische Sprachen als Muttersprache sowie nigerianische Sprachen als Zweitsprache. Lehrpläne und Lehrmittel sind für jede dieser Gruppen entwickelt worden. Die Landessprachenpolitik in Nigeria bestimmt:
1. Die Verwendung von nigerianischen Sprachen in der formalen und non-formalen Bildung;
2. Das Studium und die Anwendung der entwickelten nigerianischen Sprachen als Co-Amtssprachen mit dem Englischen;
3. Das Studium aller nigerianischen Sprachen als Fächer und als Medien des Unterrichts auf bestimmten Ebenen der formalen Bildung;
4. Das Studium des klassischen Arabisch und des Französischen als Wahlfächer auf allen Ebenen der formalen Bildung;

Ein wesentliches Hemmnis ist die unzureichende Anzahl von Lehrern, um die vier Gruppen von Sprachen zu unterrichten. Selbst dort, wo Lehrer verfügbar sind, stützen sich die Methoden in der Lehre der erlassenen Sprachlehrpläne stark auf einem traditionellen Grammatikansatz. Es gibt auch einen Mangel an Unterrichtsmaterialien für Sprachen. Diese Probleme haben zu schlechten Leistungsergebnissen und einem sehr niedrigen Niveau von kommunikativen Fähigkeiten geführt.